# Jérémy Hierso
Pour les articles homonymes, voir Hierso.
Pas d'image ? Cliquez ici

a Compétitions nationales et continentales officielles uniquement.

b Matchs officiels uniquement.
Jérémy Hierso, né le 15 mars 1982 à Champigny-sur-Marne, est un joueur français de rugby à XV évoluant au poste de troisième ligne.

## Palmarès
- Champion de France espoirs avec le sua saison 2003/2004 face à Béziers.[réf. nécessaire]
- International -19 ans : vice-champion du monde 2001 au Chili, face à la Nouvelle-Zélande (remplace Cédric Chastagner à la 59e).[réf. nécessaire]
- International universitaire : champion du monde de rugby à 7 2004 en Chine.[réf. nécessaire]
- Champion de France des Universités 2005 avec l'université d'Agen[réf. nécessaire]